# Спробуй змінити минуле
«Спробуй змінити минуле» (англ. Try and Change the Past) — науково-фантастичне оповідання Фріца Лайбера, вперше опубліковане в березні 1958 року журналом «Astounding Science Fiction».

## Сюжет
Рекрут армії Змій, який як звичайно, був завербований за декілька годин до своєї смерті, дізнається, що в останні години свого життя, він отримав щедрий спадок, що і стало причиною його загибелі від рук ревнивої дружини.
Він вирішує запобігти своєму вбивству і повернутись в ту лінію життя, де він залишається багатим спадкоємцем.
Однак, локальні зміни не можуть спричинити постійну зміну, в якій він залишатиметься живим.
Кулі вийняті з револьвера знаходяться знову чи його оригінальна версія, спромогається відібрати револьвер і застрелитись сама.
В останній спробі, де повністю прибрана зброя, його «оригінал» вбиває крихітний метеорит, залишаючи в черепі отвір ідентичний кульовому.

## Зв'язок з іншими творами
Твори Фріца Лайбера про війну змін між Зміями та Павуками:
- Безмежний час
- Ранок прокляття
- Хід конем